# Inti (växter)
Inti är ett släkte av orkidéer. Inti ingår i familjen orkidéer.
Kladogram enligt Catalogue of Life:
| Inti | \| \| Inti bicallosa \| \| \| \| \| \| Inti chartacifolia \| \| \| \| |
|      | \| \| Inti bicallosa \| \| \| \| \| \| Inti chartacifolia \| \| \| \| |
|      | Inti bicallosa                                                        |
|      |                                                                       |
|      | Inti chartacifolia                                                    |
|      |                                                                       |